# Zavod za varstvo pri delu
ZVD Zavod za varstvo pri delu (krajše ZVD) je največja in najstarejša institucija za varnost in zdravje pri delu, medicino dela in zagotavljanje zdravega okolja v Sloveniji. Ustanovljen je bil 1. julija 1960. ZVD Zavod za varstvo pri delu je s strani državnih in mednarodnih institucij akreditiran kot referenčna ustanova za različna področja, na podlagi referenc in pridobljenih certifikatov ter akreditacij deluje kot pooblaščeni izvajalec del za različna področja. Med njimi so, razdeljene na štiri centre:
- medicina dela (Center za medicino dela),
- medicina športa (Center za medicino športa),
- varnost in zdravje pri delu in varstvo pred požarom (Center za tehnično varnost in strokovne naloge),
- zagotavljanje zdravega okolja z meritvami ionizirajočih in neionizirajočih sevanj, hrupa, svetlobnih obremenitev[3] (Center za fizikalne meritve).

ZVD Zavod za varstvo pri delu je od leta 1960 tudi izdajatelj revije Delo in varnost.

## Zgodovina
Leta 1960 je izvršni svet Ljudske skupščine LRS 1. julija 1960 je ustanovil Zavod LRS za zdravstveno in tehnično varnost. Zavod je izvajal naloge na področju zdravstvenega in tehničnega varstva, proučeval psihološke, fiziološke in tehnične elemente varnosti v prometu, zlasti v cestnem prometu. Reševal je vprašanja varnosti v gospodinjstvih s posebnim poudarkom na varstveno vzgojo glede uporabe tehničnih gospodinjskih pripomočkov in proučeval vprašanja s področja fiziologije dela ter industrijske psihologije v gospodarskih organizacijah s stališča varnosti pri delu.
V letu 1963 je bila dograjena poslovna stavba na Zalokarjevi ulici 10, kasneje pa se je zaradi ukinitve prvotne ulice hišni naslov spremenil v Bohoričeva ulica 22a. Zavod se je leta 1986 razširil v Celje, istega leta je bil Center za ekologijo, toksikologijo in varstvo pred sevanji vključen v mednarodno primerjalno shemo IAEA. Leta 2003 je sledila selitev v novo poslovno zgradbo na Chengdujsko cesto 25 v Ljubljani. V letu 2011 je Zavod za varstvo pri delu pričel z dejavnostmi medicine športa, Center za medicino športa je postal zlati strokovni partner Olimpijskega komiteja Slovenije.
Leta 1998 se je Zavod lastninsko preoblikoval iz osebe javnega prava v pravno osebo zasebnega prava, delniško družbo. Pri tem ni spremenil filozofije in svojega načina funkcioniranja ter poslovanja. Hkrati se je preimenoval v ZVD Zavod za varstvo pri delu d. d. 

## Medicina dela
Leta 1960 je izvršni svet Ljudske skupščine LRS 1. julija 1960 je ustanovil Zavod LRS za zdravstveno in tehnično varnost. Zavod je izvajal naloge na področju zdravstvenega in tehničnega varstva, proučeval psihološke, fiziološke in tehnične elemente varnosti v prometu, zlasti v cestnem prometu. Reševal je vprašanja varnosti v gospodinjstvih s posebnim poudarkom na varstveno vzgojo glede uporabe tehničnih gospodinjskih pripomočkov in proučeval vprašanja s področja fiziologije dela ter industrijske psihologije v gospodarskih organizacijah s stališča varnosti pri delu.